# Comuna Poiana Blenchii, Sălaj
Poiana Blenchii este o comună în județul Sălaj, Transilvania, România, formată din satele Fălcușa, Gostila, Măgura și Poiana Blenchii (reședința).

## Demografie
Componența etnică a comunei Poiana Blenchii
     Români (80,99%)
     Romi (15,08%)
     Alte etnii (0,27%)
     Necunoscută (3,66%)
Componența confesională a comunei Poiana Blenchii
     Ortodocși (78,15%)
     Penticostali (15,9%)
     Alte religii (2,29%)
     Necunoscută (3,66%)
Conform recensământului efectuat în 2021, populația comunei Poiana Blenchii se ridică la 1.094 de locuitori, în scădere față de recensământul anterior din 2011, când fuseseră înregistrați 1.221 de locuitori. Majoritatea locuitorilor sunt români (80,99%), cu o minoritate de romi (15,08%), iar pentru 3,66% nu se cunoaște apartenența etnică. Din punct de vedere confesional, majoritatea locuitorilor sunt ortodocși (78,15%), cu o minoritate de penticostali (15,9%), iar pentru 3,66% nu se cunoaște apartenența confesională.

## Politică și administrație
Comuna Poiana Blenchii este administrată de un primar și un consiliu local compus din 9 consilieri. Primarul, Augustin-Vasile Vășcan[*], de la Partidul Social Democrat, este în funcție din octombrie 2020. Începând cu alegerile locale din 2024, consiliul local are următoarea componență pe partide politice:
|  | Partid                     | Consilieri | Componența Consiliului | Componența Consiliului | Componența Consiliului | Componența Consiliului |
|  | -------------------------- | ---------- | ---------------------- | ---------------------- | ---------------------- | ---------------------- |
|  | Partidul Național Liberal  | 4          |                        |                        |                        |                        |
|  | Partidul Social Democrat   | 4          |                        |                        |                        |                        |
|  | Partidul Mișcarea Populară | 1          |                        |                        |                        |                        |

## Atracții turistice
- Biserica de lemn din satul Măgura, construcție 1707, monument istoric
- Turnurile de apărare de la Fălcușa